# Carlos María Ocantos
Carlos María Ocantos (Buenos Aires, 1860 - Madrid, 1949) fue un escritor y diplomático argentino. Se desempeñó como diplomático y acabó estableciéndose en España.
Ocantos figura en la primera promoción de escritores adscritos al realismo y, entre sus diversas variantes, deudor del realismo español, notoriamente de la obra de Benito Pérez Galdós. En una colección de veinte volúmenes llamados Novelas Argentinas, intenta una descripción de la sociedad de su tiempo, en la cual un núcleo fundacional criollo de estirpe hispánica resiste a la oleada supuestamente corruptora de la inmigración. Su lenguaje, que intenta una pureza castiza, es expresión de esta actitud purista y explica la incorporación del escritor a la vida española.

## Obras
Entre sus títulos mayores destacan 
- La cruz de la falta (1881)
- León Zaldívar (1888)
- Quilito (1891) (Parte del ciclo de novelas sobre la crisis bursátil de 1890. Véase Julián Martel)
- El candidato (1892)
- Entre dos luces (1892)
- La Ginesa (1894)
- Don Perfecto (1902)
- El camión (1922)
- Fray Judas (1929)
- El peligro (1916)
- Fru Jenny, seis novelas danesas (1915)
- Carmucha (1931).